# Маліха Лодхі
Маліха Лодхі (урду مليحه لودهى) — пакистанська публіцистка, вчений-політолог, діяч освіти і дипломат. Посол Пакистану в США і Великій Британії, з лютого 2015 року — постійний представник Пакистану в Організації Об'єднаних Націй (перша жінка на цій посаді).

## Біографічні відомості
Маліха Лодхі народилася в сім'ї «верхнього» середнього класу. Її батько був колишнім морським офіцером, що пізніше пішов у нафтовий бізнес і досяг керівної посади в британсько-пакистанській нафтовій компанії Attock Oil Co. Мати отримала вищу освіту і магістерський ступінь з журналістики, була запрошена для продовження освіти в США, але вирішила залишити кар'єру на користь будинку і турботи про дітей — доньки і двох синів.
Маліха отримала середню освіту в школах у Лахорі, Карачі і католицькій школі в Равалпінді, після чого поїхала до Великої Британії здобувати вищу освіту. Вступивши 1972 до Лондонської школи економіки і політичних наук, отримує до 1976 року ступінь бакалавра економіки за фахом «Публічні фінанси», після чого вчиться далі на спеціаліста з політичних наук, захистивши дисертацію по темі «Бхутто, Пакистанська народна партія і політичний розвиток в Пакистані 1967—1977 років» і отримавши ступінь доктора філософії з політології в 1980 році.
Підвищення кваліфікації Маліхою Лодхі супроводжувалося її власною викладацькою діяльністю — вона читала протягом невеликого часу курси в Ісламабадському університеті Каїді-і-Азам, а згодом протягом п'яти років (1980—1985) викладала політологію і політичну соціологію в своєму університеті. В цей ж період вона вийшла заміж за лондонського банкіра, проте через п'ять років розлучилася, залишивши собі сина Фейсала.
Після повернення до Пакистану в 1986 році, Маліха Лодхі займається журналістикою. Почавши в 1987 році співробітницею англомовного журналу The Muslim, вона через кілька років піднялася до поста головного редактора, а згодом брала участь у заснуванні найбільшої англомовної газети Пакистану The News International. Вважається, що журналістська діяльність і зв'язки Лодхі зіграли роль у поверненні на посаду прем'єр-міністра Пакистану Беназір Бхутто, в той же час, Маліха Лодхі була апологетом Бхутто і була відома її досить жорсткою критикою. Останнє одного разу засвідчила сама Беназір, представивши Маліху як «свого головного критика» при зустрічі з кількома американськими конгресменами на початку 1990-х років.
Дипломатична кар'єра Маліхи Лодхі розпочалася несподівано для неї самої, коли в жовтні 1993 року раптово отримала від Беназір Бхутто пропозицію зайняти один з найважливіших постів в дипломатичних відносинах Пакистану з іншими країнами — посольство в Сполучених Штатах Америки. Не чекавши цього, Маліха попросила у прем'єра час подумати, але через два дні, під тиском вирішувати швидко, приймає його, відклавши власні плани написання книги з історії країни за останні п'ять років. Закінчивши свою посольську каденцію в 1997 році, пізніше Маліха Лодхі була знову призначена керувати посольством в США у 1999-2002 роках, а згодом також була направлена в Лондон в якості Високого комісара (аналог надзвичайного і повноважного посла в дипломатичних відносинах між країнами Британської співдружності) Пакистану в Сполученому Королівстві. Однією з цілей Лодхі на посаді посла в США, згідно з її власними словами, було змінити уявлення дипломатичних партнерів про Пакистан, як про «грубу державу», і переконати їх, що правильніше підтримувати її країну як приклад демократичної мусульманської держави, ніж відкидати партнерство, послаблюючи позицію Пакистану перед більш радикальними ісламськими режимами. В період своєї другої американської каденції Лодхі брала участь в обговореннях після терактів 11 вересня 2001 року, зігравши роль в ухваленні Пакистану в якості одного з партнерів, а не ворогів США.
З лютого 2015 року Маліха Лодхі займає пост постійного представника Пакистану в Організації Об'єднаних Націй.